# Nef

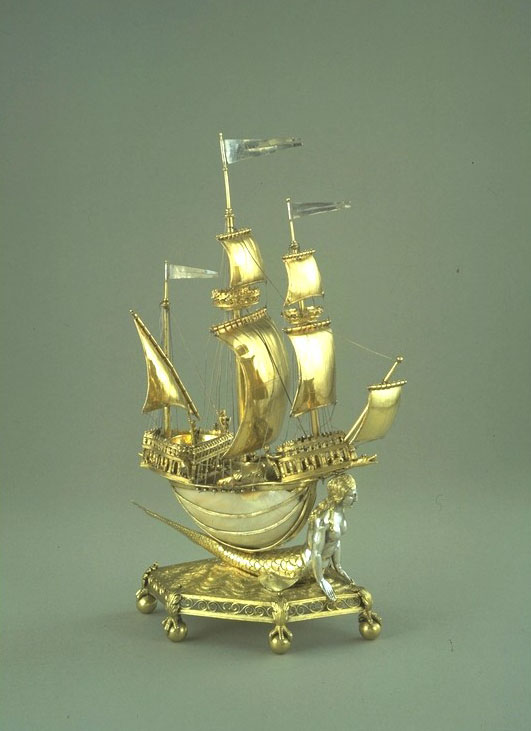
La nef Burghley (1527-1528), de Pierre Le Flamand, nautilus con montura de plata semidorada, Victoria & Albert Museum, Londres

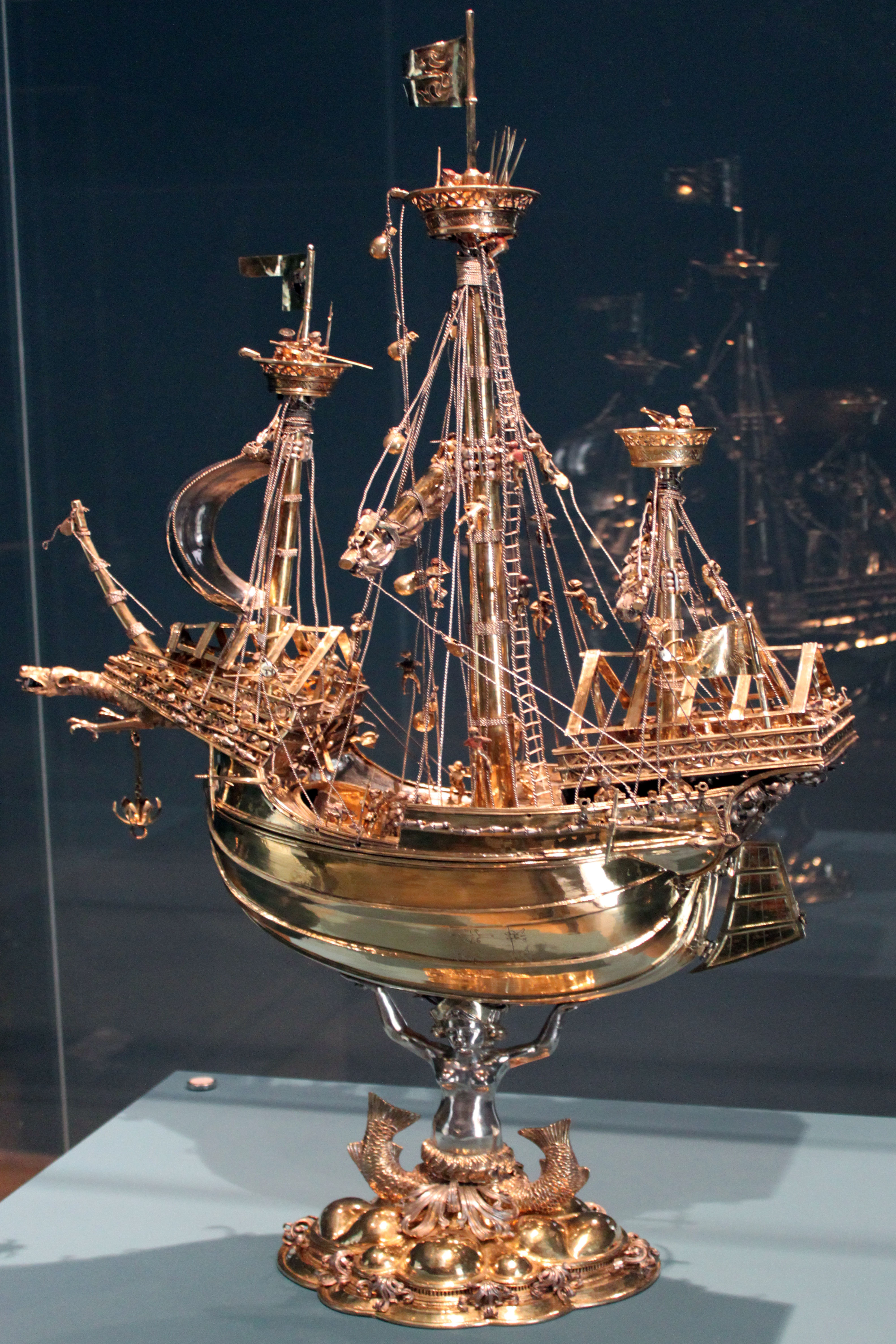
Nef Schlüsselfelder (1503), Germanisches Nationalmuseum, Núremberg

Se denomina nef («nave» en francés) a un tipo de vasija con forma de barco, elaborada generalmente en plata, bastante frecuente entre finales de la Edad Media y el Renacimiento.
En principio, este tipo de piezas estaban destinadas a la aristocracia y se utilizaban por lo general como contenedores de piezas de cubertería (cuchillo, cuchara y servilleta). A partir del siglo XVI su uso más habitual era ya como adorno de mesa, especialmente en Suiza y Alemania. En numerosas ocasiones eran réplicas casi exactas de barcos famosos, elaboradas con todo lujo de detalles, a menudo con figuritas de marineros.